# 堀利孟
堀 利孟（ほり としたけ、? - 明治6年（1873年）9月24日）は、江戸時代末期（幕末）の徳川幕府の幕臣（旗本）、明治時代初期の官吏。父は堀利煕。通称は小四郎。孟太郎（いたろう）、宮内、伊賀守、下野守。
文久元年（1861年）6月2日に中奥小姓となる。文久2年（1862年）7月4日、祖父・堀利堅の隠居に伴い家督を継承。同年12月6日に目付・外国掛、文久3年（1863年）1月23日に浪士取扱掛、6月22日に西丸新番頭、9月28日に神奈川奉行、元治元年（1864年）5月25日に軍艦奉行となり、6月29日には大坂町奉行となるが7月19日に辞した。
8月18日に槍奉行、12月27日に小普請組支配、慶応元年（1865年）閏5月1日に作事奉行、慶応2年（1866年）7月に大目付、10月7日に再び作事奉行となる。慶応4年（1868年）4月25日に大目付次席留守居並、閏4月12日に留守居となった。その後、明治元年（1868年）になって静岡藩が成立すると、十勝開業方頭となり北海道の開拓に従事した。明治5年（1872年）2月14日に印旛県七等出仕となり、同年5月17日に同県権参事となる。